# Mecaphesa revillagigedoensis
Espèce
Synonymes
- Misumenops revillagigedoensis Jiménez, 1991

Mecaphesa revillagigedoensis est une espèce d'araignées aranéomorphes de la famille des Thomisidae.

## Distribution
Cette espèce est endémique des îles Revillagigedo dans l'État de Colima au Mexique,.

## Étymologie
Son nom d'espèce, composé de revillagigedo et du suffixe latin -ensis, « qui vit dans, qui habite », lui a été donné en référence au lieu de sa découverte, les îles Revillagigedo.

## Publication originale
- Jiménez, 1991 : Araneofauna de las Islas Revillagigedo, México. Anales del Instituto de Biología, UNAM, Serie zoología, vol. 62, no 3, p. 417-429.